# 8.8 cm Raketenwerfer 43
Le 8,8-cm Raketenwerfer 43 « puppchen » (lanceur de roquettes de 88 mm modèle 1943 « petite poupée ») est un canon antichar léger déployé par le Troisième Reich lors de la Seconde Guerre mondiale. Il tire une roquette semblable (mais non identique) à celle du Raketenpanzerbüchse 43, à une distance trois fois supérieure [réf. nécessaire]. Il apparaît sur le front durant le mois d'octobre 1943, mais son utilisation pâtit d'un manque de munitions.

## Intérêt tactique
Alors qu'au milieu de la guerre dominaient les champs de bataille étendus (plaines russes, nord de l'Afrique), propices au combat de chars à longue distance, la situation stratégique dans les derniers mois du conflit imposa des compartiments de combat beaucoup plus restreints. Les canons antichars (Pak 40 et 88 mm) ne profitaient plus de leur allonge et leur faible mobilité les condamnaient à la destruction ou la capture. Leur déploiement en milieu urbain s'avérait difficile et inadéquat. Des armes antichars individuelles d'infanterie étaient disponibles (panzerfäuste, lance-roquettes panzerschreck), mais leur efficacité était amoindrie par une portée très courte, qui exposait dangereusement le servant. La stielgranate du Pak 36 s'avérant trop imprécise, les ingénieurs allemands développèrent alors (entre autres) deux canons, compromis en termes de portée, légèreté, coût et efficacité, entre les deux systèmes d'armes mentionnés plus haut. D'une part le 8-cm PAW 600/8H63, léger, utilisant une munition déjà existante modifiée, efficace mais seulement à courte et moyenne portée (en deçà de 750 m) ; d'autre part le raketenwerfer 43, partageant les mêmes caractéristiques, et plus léger (masse avoisinant celle du sPzB 41).

## Caractéristiques techniques
Le puppchen tirait une roquette à empennage arrondi RPzB. Gr. 4312 (mise à feu par percussion),, la queue propulsive étant plus courte que celle du panzerschreck (490 mm contre 650 mm pour la RPzB. Gr. 4322 à allumage électrique). Lors du tir, la jante-amorce se désolidarise de la base du projectile et sera extraite de la chambre. L'ogive et la fusée sont identiques, la charge creuse de 660 g assurant une pénétration de 160 mm de blindage incliné à 30°,. Le poids total du projectile est de 2,6 kg,. Moins discret (bien que d'une hauteur restreinte de 90 cm) et mobile (roues métalliques pour le trajet sur de courtes distances), le raketenwerfer 43 bénéficiait d'une stabilité accrue, d'organes de visée plus précis, d'une portée utile au moins deux fois supérieure à celle du lance-roquettes portatif. Il demandait toutefois la présence d'au moins deux servants entrainés pour le servir et le déplacer.

## Références

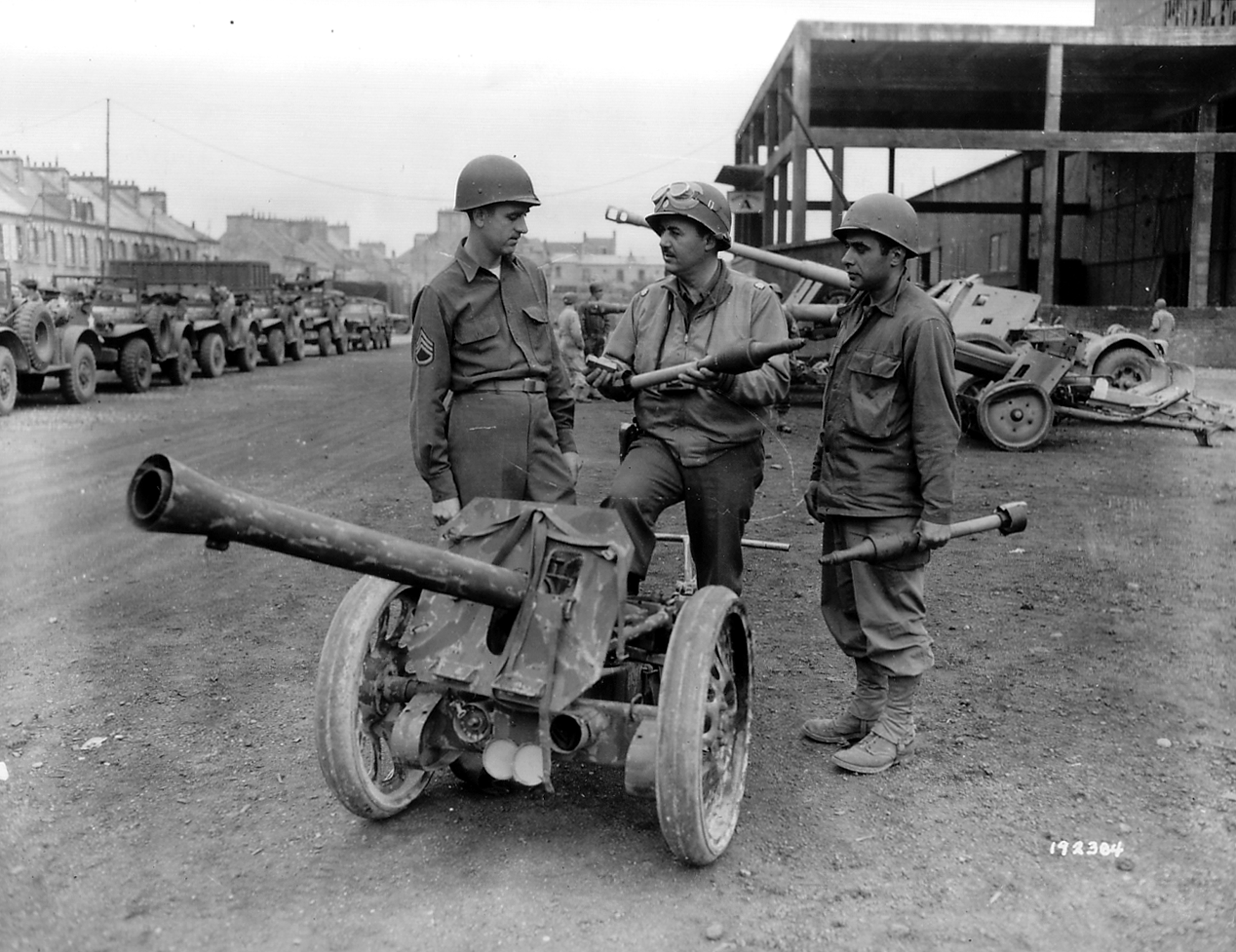
Un puppchen capturé en août 1944 guerre mondiale dans la région de Montélimar. La plupart des clichés alliés présentent des munitions de panzerschreck, nettement plus longues.